# آنا سدویکینا
آنا سدویکینا (روسی: Анна Сергеевна Седойкина؛ زادهٔ ۱ اوت ۱۹۸۴) بازیکن هندبال اهل روسیه است.
وی همچنین برندهٔ جوایزی همچون نشان دوستی شده‌است.